# John Kerr (Musiker)
John Kerr (* 16. September 1948 in Swindon; † 13. September 2020 in Amsterdam) war englischer Komponist und Musiker im Bereich der elektronischen Musik.

## Biografie
Bereits mit sieben Jahren begann John Kerr mit seinen musikalischen Studien, lernte zunächst Klavier, dann Kirchenorgel und später Kontrabass. Mit 18 ließ er jedoch seine musikalischen Bestrebungen ruhen und studierte Grafikdesign an der Bath Academy of Arts (Bath). Nach seinem Abschluss arbeitete er in diesem Beruf bei verschiedenen Werbeagenturen und Verlagen und lehrte fünf Jahre lang an der Camberwell School of Arts (London).
Ab Oktober 1978 lebte er in Amsterdam, wo er bis 1992 weiter als Grafikdesigner in der Werbebranche arbeitete. Noch im Jahre 1980 kaufte er seinen ersten Synthesizer und begann nebenbei Elektronische Musik zu komponieren. Seine erste LP Cathedral erschien 1983 und wurde bald darauf in niederländischen Fernseh- und Radiosendern gespielt. Die Fluggesellschaft Air Holland nutzte den Titel I'm on my Way als Musik in ihrem Kanal für Bordunterhaltung.
Ende der achtziger Jahre lernte Kerr die Möglichkeiten der neuen digitalen Synthesizer kennen. Über KLEM, der „Stiftung Kontakt Liebhaber Elektronischer Musik“, traf er auf Ron Boots, der ihn in die Computer-basierte Aufnahmetechnologie MIDI einführte. Im September 1990 erschien ihre gemeinsame CD Offshore Islands.
Das Jahr 1992 bezeichnet einen Umbruch in Kerrs Leben. Bei der Schwingungenwahl des Jahres gewann er in gleich drei Kategorien: Bester Künstler, Bester Titel (The Seed) und Bestes Album (Norland). Auf Grund dieses Erfolgs entschloss er sich, seine weitere Karriere der Musik zu widmen. Im gleichen Jahr erschien auch das von ihm produzierte Album The Seed. Das besondere an dieser CD war, dass Kerr eine kurze Melodie eingespielt hatte, die er als MIDI-Datei an bekannte Künstler der elektronischen Musik mit der Bitte versandt, eine eigene, auf diese Melodie aufbauende Komposition zu erstellen. The Seed (die Saat) war aufgegangen und ist als Kompilation mit Musikern wie Paul Ward, Mark Dwane, Michael Garrison, Tim Story und Nik Tyndall erschienen.
Nach Out of the Blue erschien 15 Jahre lang kein neues Album von John Kerr. Laut eigener Aussage litt er zu der Zeit unter einem künstlerischen Burnout.

## Diskografie
- 1983: Cathedral
- 1984: Knights
- 1986: Three by Three Plus Two
- 1987: Reflections Of Citadel
- 1990: Offshore Islands (mit Ron Boots)
- 1991: Symphonic Voices
- 1992: Norland
- 1992: The Seed (Produzent)
- 1992: Ten Years in Twenty Minutes (E.P.)
- 1993: Castles in the Sky
- 1994: Forbidden
- 1995: Imminent Shadows
- 1995: Imminent Sunshine
- 1995: Vintage
- 1996: Harbours of Life
- 1996: Amid the Angels
- 1997: Life on Earth
- 1997: Wet Dreams (mit Bas Broekhuis)
- 1998: Moon
- 1999: Grand Finales
- 1999: Gentle Angels
- 2000: Out of the Blue
- 2015: Juxtaposition (mit Ron Boots)
- 2016: Embracing the Inevitable
- 2017: The Long Play
- 2018: Prelude for a Requiem

## Konzerte (Auswahl)
- 1990: Offshore Islands Konzerte in Eindhoven, Vichte (Belgien), Amsterdam und Rotterdam
- 1992: Nachtmusik im WDR Live-Radiokonzert über WDR 3 in Köln
- 1993: Castles in the Sky Konzerte in Unna und Eindhoven
- 1996: Three Dimensions Doppelkonzert in Köln, mit Ron Boots, Eric van der Heijden, Harold van der Heijden und DemoArt
- 1999: Improvisationskonzert in Eindhoven mit Bas Broekhuis und Venja
- 2015: Hello 2016 - JUXTAPOSITION Konzert in Zeiss Planetarium Bochum, mit Ron Boots
- 2018: Prelude to a Requiem in Best